# Saunders-Roe Windhover
Die Saunders-Roe A.21 Windhover war ein Amphibienflugzeug des britischen Herstellers Saunders-Roe aus den frühen 1930er Jahren. Von dem für sechs Passagiere ausgelegten Flugzeug wurden nur zwei Exemplare gebaut.

## Geschichte
Saunders-Roe plante ursprünglich eine dreimotorige Version der Cutty Sark. Allerdings stellte sich heraus, dass die Konstruktion für den zusätzlichen Motor nicht stabil genug war. Daraufhin entstand ein vergrößerter, nur leicht veränderter Entwurf.
Der Erstflug des Prototyps A.21/1 fand am 16. Oktober 1930 statt. Er gelangte 1931 in den Besitz der australischen Mattews Aviation und bediente anschließend die Strecke von Melbourne nach Tasmanien. 1936 wurde er schwer beschädigt und danach nicht mehr eingesetzt.
Von der Serienversion A.21/2 entstand nur ein einziges Exemplar. Das im Juli 1931 fertiggestellte Flugzeug wurde nach kleineren Umbauten an eine Privatperson verkauft und wechselte später mehrfach den Besitzer. Der letzte Eigentümer, die Jersey Airways, stellte es 1938 außer Dienst.

## Konstruktion
Die A.21 Windhover war ein leichtes Flugboot mit einem Metallrumpf und Tragflächen aus mit Stoff bespanntem Holz. Sie war als freitragender Hochdecker ausgelegt. Als Antrieb dienten drei de Havilland Gipsy II-Motoren, die sich oberhalb der Tragflächen befanden und über denen eine zusätzliche kurze Tragfläche angebracht war. Bei Bedarf konnte ein teilweise einziehbares Fahrwerk am Rumpf montiert werden. Die Windhover hatte ein geschlossenes Cockpit für zwei Piloten und eine Kabine für bis zu sechs Fluggäste.

## Technische Daten
| Kenngröße             | Daten                                                                            |
| --------------------- | -------------------------------------------------------------------------------- |
| Besatzung             | 2                                                                                |
| Passagiere            | 6                                                                                |
| Länge                 | 12,60 m                                                                          |
| Spannweite            | 16,60 m                                                                          |
| Höhe                  | 3,80 m                                                                           |
| Flügelfläche          | 41,8 m²                                                                          |
| Flügelstreckung       | 6,6                                                                              |
| Leermasse             | 1650 kg                                                                          |
| Startmasse            | 2490 kg                                                                          |
| Höchstgeschwindigkeit | 177 km/h                                                                         |
| Dienstgipfelhöhe      | 3100 m                                                                           |
| Triebwerke            | drei Vierzylinder-Reihenmotoren de Havilland Gipsy II mit jeweils 90 kW (122 PS) |